# Casinycteris campomaanensis
Casinycteris campomaanensis és una espècie de ratpenat de la família dels pteropòdids. És endèmic del Camerun. S'alimenta de fruita. És un ratpenat de mida mitjana, amb els avantbraços de 73,2 mm, els peus de 15 mm, les orelles de 22,3 mm i un pes de fins a 49 g. Com que fou descoberta fa poc, l'estat de conservació d'aquesta espècie encara no ha estat avaluat formalment.